# ABC Western Plains
ABC Western Plains – australijska stacja radiowa należąca do publicznego nadawcy Australian Broadcasting Corporation (ABC), a ściślej do jego sieci rozgłośni regionalnych i lokalnych ABC Local Radio. Stacja obsługuje północno-zachodnią część stanu Nowa Południowa Walia, która jest bardzo słabo zaludniona i ma w przeważającej mierze charakter rolniczy. Powstała w 1993 roku. Większość jej ramówki wypełniają audycje wspólne dla całej sieci Local Radio oraz programy siostrzanej rozgłośni 702 ABC Sydney. Główną produkcją własną, realizowaną w ośrodku ABC w Dubbo, jest pasmo poranne w dni powszednie. 
Stacja dostępna jest w analogowym przekazie naziemnym (FM i AM), a także w Internecie. 